# نهر لينا
نهر لينا (بالروسية: Лена) هو نهر
تشكل فروعه جزءًا من نظام صرف ضخم في سيبيريا الشرقية.
نهر لينا ممر مائي رئيسي لمقاطعة كبرى في شرقي سيبريا في روسيا. ينبع النهر من منحدرات جبال بايكال وينساب في اتجاه الشمال الشرقي لمسافة 4,400 كم، ويصب في المحيط المتجمد الشمالي عبر بحر لابتيف، ويبلغ عرض دلتا النهر 402 كم. وتستطيع السفن أن تُبحر في النهر لمسافة 3,200 كم تقريبًا. وهو ثاني أطول نهر قطبي بعد نهر ينسي والنهر الحادي عشر على مستوى العالم من حيث الطول.
يقوم نهر لينا بتصريف مياه بمساحة مقدارها نحو 2,6 مليون كم²، وهي تعادل ثلث مساحة كندا تقريبًا.
أهم روافد نهر لينا هي نهر فيتيم ونهر أولوكما ونهر ألدان ونهر فيلوي.
يمر نهر لينا على طول المجرى الأوسط للنهر عبر منطقة يسكنها قوم يسمون الياقوت ينتمون إلى القبائل التركية. ويكسبون رزقهم من صيد الأسماك والزراعة وتربية الحيوانات. وأكبر المدن على النهر هي ياكوتسك.
عندما نفي السياسي المعارض فلادمير إليتش أوليانوف إلى سيبريا، بالقرب من نهر لينا ما بين عامي 1897م و 1900م، تلقب باسمه المعرف لينين, أي «رجل اللينا».